# Load (album)
Pour les articles homonymes, voir Load.
Albums de Metallica
Live Shit: Binge and Purge
(1993) ReLoad
(1997)
Singles
1. Until It Sleeps
Sortie : 21 mai 1996
2. Hero of the Day
Sortie : 9 septembre 1996
3. Mama Said
Sortie : 25 novembre 1996
4. King Nothing
Sortie : 7 janvier 1997

Load est le 6e album studio du groupe de heavy metal américain, Metallica. Il est sorti le 4 juin 1996 sur le label Vertigo Records pour l'Europe et Elektra Records pour l' Amérique du Nord et a été produit par Bob Rock, James Hetfield et Lars Ulrich.
Cet album était très attendu, après l'énorme succès du Black Album en 1991 et des 5 tournées mondiales qui suivirent. Les fans de la première heure furent cependant déçus car Metallica, durant son absence, avait changé d'orientation musicale (l'album fut jugé beaucoup moins "metal" que les précédents). Le changement de look du groupe reçut également un accueil mitigé, notamment leurs cheveux beaucoup plus courts.

## Histoire
Le groupe n'avait plus composé depuis cinq ans. Il a livré à la postérité un album original qui se démarque stylistiquement des précédents et témoigne de l'évolution du groupe durant ces cinq années. Le travail a débuté en 1994 pour cet album, le groupe s'offrant même le luxe d'interrompre l'enregistrement afin de jouer à Donington en août 1995. Deux nouveaux morceaux sont testés : Devil's Dance, qui échouera finalement sur ReLoad, et 2x4, qui se retrouvera en face B du single Until It Sleeps.
La majorité des titres retenus pour Load sont assez mid-tempo. Sur les 27 composés, 14 titres sont enregistrés définitivement, tandis que les 13 autres serviront pour ReLoad. Moins agressif, plus mélodique, Metallica essaie un disque différent, même si la patte du groupe est parfois immédiatement reconnaissable. Les singles de l'album sont Until It Sleeps, Ain't My Bitch, Hero of the Day, Mama Said, King Nothing et Bleeding Me.
Malgré tout, Load fut considéré comme l'un des albums les plus décevants et moins inspiré, au contraire du Black Album qui dans le même style heavy était plus efficace, plus noir. Sur Load, l'agressivité du début est absente, la noirceur du Black Album ou de ...And Justice for All est inexistante, au point de trouver des morceaux tels Mama Said aux tendances country, totalement proscrits par les Four Horsemen à leurs débuts. Les Metallibashers en ont déduit que le groupe avait notablement changé, et s'était engagé dans une direction différente de celle prise à ses débuts. 
Et pourtant, James Hetfield déclarera un an plus tard dans une interview accordée au magazine Rolling Stone qu'il s'agissait là de "leur meilleur travail depuis plus de 10 ans".
Le groupe enregistra cet album en plusieurs sessions entre mai 1995 et Février 1996 aux Record Plant Studios de Sausalito en Californie.Quelques enregistrements additionnels seront effectués aux studios Right Track Recording de New York.
Cet album se classa à la première place des principaux charts du monde, y compris la France. Il sera certifié cinq fois disque de platine aux États-Unis.

## Liste des titres
- Toutes les paroles sont écrites par James Hetfield.

| No  | Titre                | Musique                   | Durée |
| --- | -------------------- | ------------------------- | ----- |
| 1.  | Ain't My Bitch       | Hetfield, Ulrich          | 5:04  |
| 2.  | 2 x 4                | Hetfield, Ulrich, Hammett | 5:28  |
| 3.  | The House Jack Built | Hetfield, Ulrich, Hammett | 6:39  |
| 4.  | Until It Sleeps      | Hetfield, Ulrich          | 4:30  |
| 5.  | King Nothing         | Hetfield, Ulrich, Hammett | 5:28  |
| 6.  | Hero of the Day      | Hetfield, Ulrich, Hammett | 4:22  |
| 7.  | Bleeding Me          | Hetfield, Ulrich, Hammett | 8:18  |
| 8.  | Cure                 | Hetfield, Ulrich, Hammett | 4:54  |
| 9.  | Poor Twisted Me      | Hetfield, Ulrich          | 4:00  |
| 10. | Wasting My Hate      | Hetfield, Ulrich, Hammett | 3:57  |
| 11. | Mama Said            | Hetfield, Ulrich          | 5:19  |
| 12. | Thorn Within         | Hetfield, Ulrich, Hammett | 5:51  |
| 13. | Ronnie               | Hetfield, Ulrich          | 5:17  |
| 14. | The Outlaw Torn      | Hetfield, Ulrich          | 9:53  |

## Musiciens
- James Hetfield: chant & guitares
- Lars Ulrich: batterie, percussions
- Kirk Hammett: guitares
- Jason Newsted: basse

## Charts & certifications

### Album
| Pays                         | Durée du classement | Meilleur classement |
| ---------------------------- | ------------------- | ------------------- |
| Allemagne                    | 37 semaines         | 1er                 |
| Australie                    | 30 semaines         | 1er                 |
| Autriche                     | 20 semaines         | 1er                 |
| Belgique (W)                 | 19 semaines         | 2e                  |
| Belgique (V)                 | 22 semaines         | 1er                 |
| Canada                       | 48 semaines         | 1er                 |
| États-Unis                   | 98 semaines         | 1er                 |
| Finlande                     | 29 semaines         | 1er                 |
| France                       | 16 semaines         | 1er                 |
| Italie                       | -                   | 3e                  |
| Norvège                      | 21 semaines         | 1er                 |
| Nouvelle-Zélande             | 22 semaines         | 1er                 |
| Pays-Bas                     | 39 semaines         | 1er                 |
| Royaume-Uni                  | 22 semaines         | 1er                 |
| Royaume-Uni (Rock and Metal) | -                   | 1er                 |
| Suède                        | 37 semaines         | 1er                 |
| Suisse                       | 20 semaines         | 1er                 |

### Singles
| Année | Chart                   | Durée du classement | Position |
| ----- | ----------------------- | ------------------- | -------- |
| 1996  | Hot 100                 | 20 semaines         | 10e      |
| 1996  | Mainstream Rock Tracks  | 26 semaines         | 1er      |
| 1996  | Modern Rock Tracks      | 7 semaines          | 27e      |
| 1996  | Single Top 100          | 14 semaines         | 15e      |
| 1996  | ARIA Charts             | 11 semaines         | 1er      |
| 1996  | Ö3 Austria Top 40       | 12 semaines         | 12e      |
| 1996  | (W) Ultratop            | 14 semaines         | 16e      |
| 1996  | (V) Ultratop            | 15 semaines         | 8e       |
| 1996  | RPM Top Singles         | 17 semaines         | 5e       |
| 1996  | Suomen virallinen lista | 13 semaines         | 1er      |
| 1996  | Top 100                 | 18 semaines         | 10e      |
| 1996  | FIMI                    | —                   | 9e       |
| 1996  | VG-lista                | 11 semaines         | 2e       |
| 1996  | RMNZ Singles Top40      | 7 semaines          | 11e      |
| 1996  | Mega Top 50             | 8 semaines          | 5e       |
| 1996  | UK Singles Chart        | 5 semaines          | 5e       |
| 1996  | Sverigetopplistan       | 14 semaines         | 1er      |
| 1996  | Schweizer Hitparade     | 9 semaines          | 22e      |

| Année | Chart                  | Durée du classement | Position |
| ----- | ---------------------- | ------------------- | -------- |
| 1996  | Mainstream Rock Tracks | 18 semaines         | 15e      |

| Année | Chart                   | Durée du classement | Position |
| ----- | ----------------------- | ------------------- | -------- |
| 1996  | Hot 100                 | 18 semaines         | 60e      |
| 1996  | Mainstream Rock Tracks  | 33 semaines         | 1er      |
| 1996  | Single Top 100          | 6 semaines          | 39e      |
| 1996  | ARIA Charts             | 8 semaines          | 2e       |
| 1996  | Ö3 Austria Top 40       | 2 semaines          | 29e      |
| 1996  | (V) Ultratop            | 4 semaines          | 30e      |
| 1996  | Suomen virallinen lista | 9 semaines          | 3e       |
| 1996  | VG-lista                | 7 semaines          | 8e       |
| 1996  | RMNZ Singles Top40      | 5 semaines          | 21e      |
| 1996  | Mega Top 50             | 4 semaines          | 25e      |
| 1996  | Sverigetopplistan       | 13 semaines         | 10e      |
| 1996  | UK Singles Chart        | 4 semaines          | 17e      |

| Année | Chart                   | Durée du classement | Position |
| ----- | ----------------------- | ------------------- | -------- |
| 1996  | UK Singles Chart        | 2 semaines          | 19e      |
| 1996  | ARIA Charts             | 5 semaines          | 24e      |
| 1996  | Suomen virallinen lista | 6 semaines          | 4e       |
| 1996  | VG-lista                | 8 semaines          | 13e      |
| 1996  | Mega Top 50             | 7 semaines          | 58e      |
| 1996  | Sverigetopplistan       | 15 semaines         | 24e      |

| Année | Chart                  | Durée du classement | Position |
| ----- | ---------------------- | ------------------- | -------- |
| 1997  | Hot 100                | 8 semaines          | 90e      |
| 1997  | Mainstream Rock Tracks | 27 semaines         | 6e       |
| 1997  | RPM Top Singles        | 5 semaines          | 67e      |

| Année | Chart                  | Durée du classement | Position |
| ----- | ---------------------- | ------------------- | -------- |
| 1997  | Mainstream Rock Tracks | 24 semaines         | 6e       |

### Certifications
| Pays             | Certification | Ventes      | Date             |
| ---------------- | ------------- | ----------- | ---------------- |
| Allemagne        | 5 × Or        | 1 250 000 + | 2019             |
| Autriche         | Platine       | 50 000 +    | 19 décembre 1996 |
| Canada           | 4 × Platine   | 400 000 +   | 30 juillet 1997  |
| États-Unis       | 5 × Platine   | 5 000 000 + | 9 juin 2003      |
| Finlande         | Platine       | 64 000 +    | 1996             |
| France           | Or            | 100 000 +   | 17 juin 1996     |
| Nouvelle-Zélande | Platine       | 15 000 +    | 16 juin 1996     |
| Pays-Bas         | Or            | 50 000 +    | 1996             |
| Royaume-Uni      | Platine       | 300 000 +   | 10 mai 2019      |